# Верхівський заказник
Верхівський — ботанічний заказник місцевого значення. Об'єкт розташований на території Камінь-Каширського району Волинської області, полизу села Карпилівка. 
Площа — 8,7 га, статус отриманий у 1980 році. Перебуває у користуванні ДП «Камінь-Каширське ЛГ», Карпилівське лісництво, квартал 30, виділи 13, 14.
У заказнику охороняється евтрофне болото у заплаві річки Стобихівка, вкрите рідколіссям, де зростає сосна звичайна (Pinus sylvestris). У трав'яному покриві переважає журавлина болотяна (Oxycoccus palustris), різні види осок, сфагновий мох. Трапляється осока тонкокореневищна (Carex chordorhiza), занесена до Червоної книги України.